# Eurytoma puella
Eurytoma puella är en stekelart som beskrevs av Girault 1915. Eurytoma puella ingår i släktet Eurytoma och familjen kragglanssteklar. Inga underarter finns listade i Catalogue of Life.